# Грунский сельский совет
Грунский сельский совет (укр. Грунська сільська рада) входит в состав Ахтырского района Сумской области Украины.
Административный центр сельского совета находится в 
с. Грунь.

## Населённые пункты совета
- с. Грунь
- с. Аврамковщина
- с. Шолудьки